# Антихович Андрій Миколайович
Андрій Миколайович Антихович (1996—2022) — український військовий льотчик 299-ї БрТА Повітряних сил Збройних сил України, учасник російсько-української війни. Герой України (2025, посмертно).

## Життєпис
Народився 21 травня 1996 року в м. Бахмач (Чернігівська область). Навчався у місцевій гімназії. Одночасно тренувався у ДЮСШ на відділенні футболу, брав участь в обласних і Всеукраїнських змаганнях. Після закінчення 9-го класу був зарахований до Чернігівського ліцею з посиленою військово-фізичною підготовкою.
Вищу освіту здобув у Харківському національному університеті Повітряних сил ім. І. Кожедуба. 
Під час російського вторгнення в Україну служив пілотом Су-25 у складі 299-тої бригади тактичної авіації ім. генерал-лейтенанта  Василя Нікіфорова. 
26 лютого 2022 року на літаку Су-25 здійснював бойовий виліт у херсонському напрямку для зупинення ворожих сил, що намагались форсувати Дніпро. Пілот виявив колони техніки і живої сили противника та завдав по них успішного вогневого ураження, чим зупинив просування ворога на напрямку наступу. Виконуючи бойове завдання, літак був збитий засобами ворожої ППО. Пілот не вагаючись направив підбитий літак у бік колони ворожої техніки з метою знищення противника.
Похований 4 лютого 2024 року в селі Зазим'я Київської області.
У Андрія залишилися батьки, сестра та дружина.
13 червня 2025 року Президент України Володимир Зеленський передав ордени «Золота Зірка» рідним загиблих Героїв, які удостоєні цього звання посмертно, серед яких Андрій Антихович. Під час заходу повідомлялося, що капітан Антихович «у ніч на 24 лютого 2022 року вивів бойовий літак з-під удару під час ракетного обстрілу аеродрому. Упродовж наступних днів знищував колони російської техніки – його пара літаків була однією з перших в Україні, яка вирушила на їх пошук та знищення. Під час вильоту 26 лютого російський винищувач випустив ракету. Андрій Антихович зрозумів: влучання не уникнути, доповів командиру, що прикриє, та змінив курс літака. Воїн не мав можливості катапультуватися...».

## Нагороди
- Звання Герой України з удостоєнням ордена «Золота Зірка» (21 лютого 2025, посмертно) — за особисту мужність і героїзм, виявлені у захисті державного суверенітету та територіальної цілісності України, самовіддане служіння Українському народові[4].
- орден «Орден Богдана Хмельницького» III ступеня (18.04.2022, посмертно) — за особисту мужність і самовіддані дії, виявлені у захисті державного суверенітету та територіальної цілісності України, вірність військовій присязі[5].